# Novara Football Club 2024-2025
Questa voce raccoglie le informazioni riguardo al Novara Football Club nelle competizioni ufficiali della stagione 2024-2025.

## Stagione
Quest'annata coincide con la 12ª partecipazione dei piemontesi al campionato di Serie C, la 24ª in totale al terzo livello della scala gerarchica nazionale. È la seconda stagione sotto la presidenza di Marco La Rosa, dopo che in quella precedente era arrivata una risicata salvezza tramite la vittoria dei play-out contro il Fiorenzuola. L'obiettivo, quindi, è di conquistare l'accesso ai play-off dopo un anno di assenza. L'avvio in campionato è però negativo: nelle prime 5 giornate il Novara colleziona soltanto 3 punti, frutto di altrettanti pareggi contro Feralpisalò, Lecco (tra accese polemiche) e Pro Patria, e due sconfitte, di cui una pesante interna contro l'Atalanta U23 (0-3) e una di misura in trasferta per mano della Virtus Verona, senza segnare nemmeno un gol fino al quinto turno. L'ambiente è altresì funestato dall'improvvisa scomparsa del direttore sportivo Christian Argurio, colpito da un malore e spentosi il 19 settembre all'età di 52 anni. Il fatto, accaduto alla vigilia del match esterno contro i bustocchi, comporta il rinvio della partita e la nomina di Federico Boveri come successore del compianto uomo mercato degli azzurri. Ciononostante, grazie alla vittoria casalinga nel derby contro la Pro Vercelli (1-0, rete di Davide Bertoncini) il Novara riesce a risalire la china con altri 4 successi nei 7 incontri successivi su Pergolettese, Renate, AlbinoLeffe e Caldiero. Con i due pareggi consecutivi contro L.R. Vicenza e Giana Erminio (11ª e 12ª giornata) i gaudenziani allungano a 6 la striscia di risultati utili consecutivi, prima che vengano battuti da un lanciatissimo Padova all'Euganeo per 2-1. Con la vittoria sull'Arzignano Valchiampo della 16ª giornata il Novara si assesta all'8º posto e in piena zona play-off, con il gruppo squadra che rimane coeso anche dopo il licenziamento del direttore generale Pietro Lo Monaco, occorso il 28 novembre a seguito di diverbi con la società sulla gestione della campagna abbonamenti e dello stadio. Il girone di andata si chiude con la sorprendente sconfitta in casa all'ultimo secondo contro la Triestina fanalino di coda per 2-3 (il Novara non perdeva fra le mura amiche da più di 3 mesi), che comunque non intacca il buon rendimento della formazione piemontese nella prima parte di stagione, conclusa al 9º posto.
In Coppa Italia Serie C, dopo aver eliminato il Renate ai rigori il Novara cede il passo nel secondo turno al Milan Futuro, vincitore 1-2 in trasferta con la doppietta del talentuoso Francesco Camarda.

## Divise e sponsor
Per questa stagione lo sponsor tecnico è Erreà, confermato, con la sigla di un nuovo accordo triennale, per il quarto anno consecutivo. Gli sponsor principali, visibili sul davanti delle divise, sono Igor Gorgonzola e Centauro Group. Sulla manica sinistra si nota Intesa Pour Homme, mentre sul retro compaiono Comoli Ferrari e L'Argent Champagnerie.
Durante l'arco dell'annata vengono utilizzate a più riprese le tenute della stagione precedente.
| Casa | Trasferta | Terza divisa |

## Organigramma societario
Dal sito internet ufficiale della società.
Area direttiva
- Presidente: Marco La Rosa,[1] poi Fabio Boveri[2][39]
- Vice presidente: Fabio Boveri,[1] poi Massimo Accornero
- Direttore generale: Pietro Lo Monaco[40]

Area organizzativa
- Segretario generale: Stefano Toti[41], poi Massimo Alagona[42]
- Team Manager: Filippo Giordanengo

Area comunicazione
- Responsabile: Matteo Pisoni

Area marketing
- Responsabile: Paolo Esposito

Area Stadio
- Biglietteria: Giacomo Tarquini
- DGE: Alessandro Rapisarda
- Fotografo ufficiale: Fabrizio Patrucco

Area tecnica
- Direttore sportivo: Christian Argurio,[43] poi Federico Boveri[44]
- Allenatore: Giacomo Gattuso fino al 30 marzo 2025,[45] poi Giuseppe Mascara[46]
- Allenatore in seconda: Gianmarco Ievoli
- Collaboratore tecnico: Antonello Altamura
- Preparatore atletico: Pasquale D'Antonio
- Preparatore dei portieri: Roberto Pavesi
- Match Analyst: Stefano Umbro
- Magazziniere: Luigi Fregonara

Area sanitaria
- Responsabile: Samuele Vanni
- Medico sociale: Gaetano Rossi
- Fisioterapista: Santino Lo Vecchio
- Massaggiatore: Stefano D'Orazio
- Osteopata: Roberto Bolla
- Recupero infortuni: Enrico Mordillo

## Rosa
Dal sito internet ufficiale della società.
| N. |                                 | Ruolo | Calciatore                        |
| -- | ------------------------------- | ----- | --------------------------------- |
| 1  | Italia (bandiera)               | P     | Stefano Minelli                   |
| 3  | Italia (bandiera)               | D     | Francesco Migliardi               |
| 4  | Austria (bandiera)              | C     | David Cancola                     |
| 5  | Italia (bandiera)               | D     | Davide Bertoncini (vice capitano) |
| 6  | Italia (bandiera)               | D     | Davide Riccardi                   |
| 6  | Italia (bandiera)               | D     | Matteo Anzolin                    |
| 7  | Italia (bandiera)               | A     | Filippo Gerardini                 |
| 8  | Italia (bandiera)               | C     | Alessandro Di Munno               |
| 9  | Bosnia ed Erzegovina (bandiera) | A     | Marko Brkić                       |
| 9  | Spagna (bandiera)               | A     | Raúl Asencio                      |
| 10 | Italia (bandiera)               | A     | Christian Donadio                 |
| 11 | Slovenia (bandiera)             | C     | Enej Jelenič                      |
| 11 | Islanda (bandiera)              | A     | Adam Pálsson                      |
| 12 | Italia (bandiera)               | P     | Edoardo Negri                     |
| 13 | Canada (bandiera)               | A     | Easton Ongaro                     |
| 15 | Marocco (bandiera)              | D     | Omar Khailoti                     |
| 16 | Italia (bandiera)               | D     | Lorenzo Gagliardi                 |
| 18 | Belgio (bandiera)               | A     | Hemsley Akpa-Chukwu               |
| 19 | Italia (bandiera)               | C     | Riccardo Calcagni                 |

| N. |                     | Ruolo | Calciatore                 |
| -- | ------------------- | ----- | -------------------------- |
| 20 | Italia (bandiera)   | A     | Cosimo Da Graca            |
| 21 | Italia (bandiera)   | C     | Roberto Ranieri (capitano) |
| 23 | Italia (bandiera)   | C     | Leonardo Morosini          |
| 24 | Italia (bandiera)   | D     | Luca Ghiringhelli          |
| 25 | Belgio (bandiera)   | A     | Aurelio Leo Virisario      |
| 26 | Italia (bandiera)   | D     | Filippo Lorenzini          |
| 28 | Italia (bandiera)   | D     | Adrian Cannavaro           |
| 29 | Italia (bandiera)   | C     | Tommaso Maressa            |
| 31 | Canada (bandiera)   | P     | Axel Desjardins            |
| 42 | Italia (bandiera)   | C     | Mattia Speranza            |
| 44 | Slovenia (bandiera) | D     | Luka Koblar                |
| 45 | Italia (bandiera)   | A     | Enoch Owusu                |
| 62 | Italia (bandiera)   | D     | Nicola Camolese            |
| 70 | Francia (bandiera)  | C     | Kamil Manseri              |
| 72 | Italia (bandiera)   | D     | Giuseppe Agyemang          |
| 79 | Italia (bandiera)   | D     | Edoardo Lancini            |
| 90 | Italia (bandiera)   | A     | Simone Ganz                |
| 96 | Italia (bandiera)   | D     | Alessandro Valenti         |
| 99 | Italia (bandiera)   | C     | Gianmarco Basso            |

## Calciomercato

### Sessione estiva(dal 01/07 al 30/08)
| Acquisti         | Acquisti            | Acquisti     | Acquisti      |
| R.               | Nome                | da           | Modalità      |
| ---------------- | ------------------- | ------------ | ------------- |
| P                | João Vitor          | Flamengo     | definitivo    |
| D                | Giuseppe Agyemang   |              | svincolato    |
| D                | Luka Koblar         |              | svincolato    |
| D                | Luca Ghiringhelli   | Südtirol     | definitivo    |
| D                | Davide Riccardi     | Foggia       | definitivo    |
| D                | Nicola Camolese     | Venezia      | definitivo    |
| C                | Enej Jelenič        |              | svincolato    |
| C                | David Cancola       |              | svincolato    |
| C                | Leonardo Morosini   |              | svincolato    |
| C                | Gianmarco Basso     |              | svincolato    |
| C                | Kamil Manseri       |              | svincolato    |
| A                | Simone Ganz         |              | svincolato    |
| A                | Marko Brkić         |              | svincolato    |
| A                | Francesco Attanasio | Cosenza      | definitivo    |
| A                | Raffaele Sibilio    | Pro Vercelli | definitivo    |
| A                | Enoch Owusu         | Inter        | prestito      |
| Altre operazioni |                     |              |               |
| R.               | Nome                | da           | Modalità      |
| D                | Yaniss Saidi        | Ghiviborgo   | fine prestito |
| D                | Michael Martinazzo  | Biellese     | fine prestito |
| C                | Niccolò Bagatti     | Brindisi     | fine prestito |
| C                | Mattia Speranza     | Brindisi     | fine prestito |
| A                | Lorenzo Catania     | Olbia        | fine prestito |

| Cessioni         | Cessioni             | Cessioni    | Cessioni                |
| R.               | Nome                 | a           | Modalità                |
| ---------------- | -------------------- | ----------- | ----------------------- |
| P                | João Vitor           | Cairese     | prestito                |
| P                | Giacomo Boscolo Palo |             | svincolato              |
| D                | Samuele Bonaccorsi   |             | svincolato              |
| D                | Lorenzo Caradonna    |             | svincolato              |
| D                | Yaniss Saidi         |             | svincolato              |
| D                | Michael Martinazzo   |             | svincolato              |
| C                | Oliver Urso          |             | svincolato              |
| C                | Alvaro Ngamba        |             | rescissione consensuale |
| C                | Niccolò Bagatti      | Alcione     | definitivo              |
| C                | Mattia Speranza      | Taranto     | definitivo              |
| C                | Antonio Caravaca     |             | rescissione consensuale |
| A                | Niccolò Corti        | Lumezzane   | definitivo              |
| A                | Lorenzo Catania      |             | rescissione consensuale |
| A                | Árni Vilhjálmsson    |             | rescissione consensuale |
| A                | Stefano Scappini     |             | svincolato              |
| Altre operazioni |                      |             |                         |
| R.               | Nome                 | a           | Modalità                |
| D                | Salvatore Boccia     | Cagliari    | fine prestito           |
| C                | Thomas Schirò        | Crotone     | fine prestito           |
| C                | Giorgio Savini       | Torino      | fine prestito           |
| A                | Accursio Bentivegna  | Juve Stabia | fine prestito           |
| A                | Liam Kerrigan        | Como        | fine prestito           |

### Sessione invernale(dal 02/01 al 03/02)
| Acquisti         | Acquisti            | Acquisti          | Acquisti   |
| R.               | Nome                | da                | Modalità   |
| ---------------- | ------------------- | ----------------- | ---------- |
| D                | Matteo Anzolin      | Triestina         | prestito   |
| D                | Lorenzo Gagliardi   | Genoa             | prestito   |
| C                | Tommaso Maressa     | Carrarese         | definitivo |
| A                | Cosimo Da Graca     | Juventus Next Gen | definitivo |
| A                | Raúl Asencio        | Casertana         | definitivo |
| A                | Hemsley Akpa-Chukwu | Bari              | prestito   |
| A                | Adam Pálsson        | Valur             | prestito   |
| Altre operazioni |                     |                   |            |
| R.               | Nome                | da                | Modalità   |

| Cessioni         | Cessioni            | Cessioni  | Cessioni                |
| R.               | Nome                | a         | Modalità                |
| ---------------- | ------------------- | --------- | ----------------------- |
| D                | Francesco Migliardi | Pontedera | definitivo              |
| D                | Luka Koblar         | Legnago   | definitivo              |
| D                | Edoardo Lancini     | Pescara   | definitivo              |
| C                | Davide Riccardi     | Perugia   | definitivo              |
| C                | Kamil Manseri       |           | rescissione consensuale |
| C                | Enej Jelenič        | Koper     | prestito                |
| C                | David Cancola       |           | rescissione consensuale |
| A                | Easton Ongaro       | Trapani   | definitivo              |
| Altre operazioni |                     |           |                         |
| R.               | Nome                | a         | Modalità                |
| A                | Enoch Owusu         | Inter     | fine prestito           |

### Operazioni esterne alle sessioni
| Acquisti | Acquisti              | Acquisti | Acquisti   |
| R.       | Nome                  | da       | Modalità   |
| -------- | --------------------- | -------- | ---------- |
| A        | Aurelio Leo Virisario |          | svincolato |

| Cessioni | Cessioni    | Cessioni | Cessioni                |
| R.       | Nome        | a        | Modalità                |
| -------- | ----------- | -------- | ----------------------- |
| A        | Marko Brkić |          | rescissione consensuale |

## Risultati

### Serie C

#### Girone di andata
| Salò 23 agosto 2024, ore 20:45 CEST 1ª giornata | Feralpisalò      | 0 – 0 referto | Novara | Lino Turina (1 069 spett.)\| Arbitro: \| Lovison (Padova) \| |
| Arbitro:                                        | Lovison (Padova) |               |        |                                                              |

| Arbitro: | Manedo Mazzoni (Prato) |

|  |           |                                    |
|  | Marcatori | 33’ Vavassori 59’, 75’ V. Vlahović |

| Arbitro: | Pizzi (Bergamo) |

|                    |           |  |
| Manfrin 76’ (rig.) | Marcatori |  |

| Novara 16 settembre 2024, ore 20:45 CEST 4ª giornata | Novara          | 0 – 0 referto | Lecco | Silvio Piola (2 217 spett.)\| Arbitro: \| Zoppi (Firenze) \| |
| Arbitro:                                             | Zoppi (Firenze) |               |       |                                                              |

| Arbitro: | Ramondino (Palermo) |

|                    |           |            |
| Terrani 41’ (rig.) | Marcatori | 22’ Ongaro |

| Arbitro: | Turrini (Firenze) |

|                |           |  |
| Bertoncini 59’ | Marcatori |  |

| Arbitro: | Tropiano (Bari) |

|                         |           |             |
| Bagatti 34’ Palombi 65’ | Marcatori | 83’ S. Ganz |

| Arbitro: | G. Sacchi (Macerata) |

|                             |           |            |
| Lancini 17’ Ongaro 27’, 50’ | Marcatori | 13’ Parker |

| Arbitro: | Marotta (Sapri) |

|  |           |                |
|  | Marcatori | 50’ R. Ranieri |

| Arbitro: | Migliorini (Verona) |

|                               |           |  |
| L. Morosini 6’ Agyemang 90+5’ | Marcatori |  |

| Arbitro: | Aldi (Lanciano) |

|                                |           |                     |
| Spaviero 2’ Lamesta 78’ (rig.) | Marcatori | 8’, 44’ L. Morosini |

| Novara 29 ottobre 2024, ore 20:45 CET 12ª giornata | Novara          | 0 – 0 referto | L.R. Vicenza | Silvio Piola (2 073 spett.)\| Arbitro: \| Ancora (Roma 1) \| |
| Arbitro:                                           | Ancora (Roma 1) |               |              |                                                              |

| Arbitro: | Dini (Città di Castello) |

|                                                  |           |           |
| L. Morosini 11’ Ongaro 46’ R. Ranieri 51’ (rig.) | Marcatori | 90’ Fasan |

| Arbitro: | Colaninno (Nola) |

|                            |           |               |
| Bortolussi 11’ Capelli 44’ | Marcatori | 75’ Lorenzini |

| Novara 17 novembre 2024, ore 12:30 CET 15ª giornata | Novara           | 0 – 0 referto | Union Clodiense CS | Silvio Piola (1 714 spett.)\| Arbitro: \| Gavini (Aprilia) \| |
| Arbitro:                                            | Gavini (Aprilia) |               |                    |                                                               |

| Arbitro: | Gasperotti (Rovereto) |

|  |           |                           |
|  | Marcatori | 15’ L. Morosini 51’ Basso |

| Novara 1º dicembre 2024, ore 15:00 CET 17ª giornata | Novara       | 0 – 0 referto | Lumezzane | Silvio Piola (1 677 spett.)\| Arbitro: \| Gangi (Enna) \| |
| Arbitro:                                            | Gangi (Enna) |               |           |                                                           |

| Arbitro: | Viapiana (Catanzaro) |

|                |           |                                                   |
| Di Carmine 20’ | Marcatori | 30’ (rig.), 74’ (rig.) R. Ranieri 66’ L. Morosini |

| Arbitro: | Maccarini (Arezzo) |

|                        |           |                                         |
| Basso 69’ Agyemang 76’ | Marcatori | 57’ (rig.), 73’ Olivieri 90+3’ El Azrak |

#### Girone di ritorno
| Arbitro: | Maccorin (Pordenone) |

|  |           |               |
|  | Marcatori | 4’ Maistrello |

| Caravaggio 4 gennaio 2025, ore 17:30 CET 21ª giornata | Atalanta U23     | 0 – 0 referto | Novara | Comunale (390 spett.)\| Arbitro: \| Vogliacco (Bari) \| |
| Arbitro:                                              | Vogliacco (Bari) |               |        |                                                         |

| Arbitro: | Luongo (Frattamaggiore) |

|                                |           |  |
| Ongaro 36’, 84’ Calcagni 90+2’ | Marcatori |  |

| Arbitro: | Dallagà (Rovigo) |

|            |           |            |
| Kritta 11’ | Marcatori | 26’ Ongaro |

| Arbitro: | Dorillo (Torino) |

|                            |           |           |
| Da Graca 72’ Lorenzini 75’ | Marcatori | 20’ Ferri |

| Arbitro: | Renzi (Pesaro) |

|          |           |  |
| Comi 49’ | Marcatori |  |

| Arbitro: | Diop (Treviglio) |

|                 |           |             |
| Akpa-Chukwu 89’ | Marcatori | 11’ Palombi |

| Arbitro: | Striamo (Salerno) |

|              |           |                                 |
| Careccia 43’ | Marcatori | 16’ (rig.) Calcagni 88’ S. Ganz |

| Arbitro: | Gianquinto (Parma) |

|              |           |  |
| Agyemang 34’ | Marcatori |  |

| Arbitro: | Viapiana (Catanzaro) |

|             |           |              |
| Parlati 72’ | Marcatori | 34’ Da Graca |

| Arbitro: | Vergaro (Bari) |

|  |           |             |
|  | Marcatori | 26’ Caferri |

| Arbitro: | Grasso (Ariano Irpino) |

|           |           |  |
| Morra 80’ | Marcatori |  |

| Arbitro: | Cappai (Cagliari) |

|                                           |           |  |
| Scappini 20’ (rig.) Filiciotto 80’ (rig.) | Marcatori |  |

| Arbitro: | Mastrodomenico (Matera) |

|                           |           |              |
| Asencio 5’ Bertoncini 49’ | Marcatori | 71’ Spagnoli |

| Arbitro: | Marotta (Sapri) |

|                         |           |           |
| Biondi 88’ Scapin 90+6’ | Marcatori | 36’ Basso |

| Arbitro: | Caruso (Viterbo) |

|             |           |  |
| Donadio 40’ | Marcatori |  |

| Arbitro: | Totaro (Lecce) |

|                                |           |                                |
| Pagliari 52’ Jo. Tenkorang 89’ | Marcatori | 16’ (rig.) Basso 29’ Gerardini |

| Arbitro: | Recchia (Brindisi) |

|                                        |           |  |
| Maressa 24’ Donadio 66’ Bertoncini 90’ | Marcatori |  |

| Arbitro: | Castellone (Napoli) |

|                                                                        |           |  |
| Fiordilino 2’, 39’ Olivieri 12’ Sambú 18’ Silvestri 32’ Cortinovis 78’ | Marcatori |  |

### Coppa Italia Serie C

#### Turni eliminatori
| Arbitro: | Cappai (Cagliari) |

|                                    |                      |                                     |
| Spedalieri 47’ Bocalon 60’         | Marcatori            | 6’ Ongaro 39’ Manseri               |
| Currarino De Leo Egharevba Riviera | Tiri di rigore 2 – 4 | Basso Ghiringhelli Speranza Lancini |

| Arbitro: | Diop (Treviglio) |

|              |           |                         |
| Khailoti 11’ | Marcatori | 25’ (rig.), 40’ Camarda |

## Statistiche

### Statistiche di squadra
Statistiche aggiornate al 25 aprile 2025.
| Competizione         | Punti | In casa | In casa | In casa | In casa | In casa | In casa | In trasferta | In trasferta | In trasferta | In trasferta | In trasferta | In trasferta | Totale | Totale | Totale | Totale | Totale | Totale | DR |
| Competizione         | Punti | G       | V       | N       | P       | Gf      | Gs      | G            | V            | N            | P            | Gf           | Gs           | G      | V      | N      | P      | Gf     | Gs     | DR |
| -------------------- | ----- | ------- | ------- | ------- | ------- | ------- | ------- | ------------ | ------------ | ------------ | ------------ | ------------ | ------------ | ------ | ------ | ------ | ------ | ------ | ------ | -- |
| Serie C              | 52    | 19      | 10      | 5       | 4       | 24      | 13      | 19           | 4            | 7            | 8            | 18           | 26           | 38     | 14     | 12     | 12     | 42     | 39     | +3 |
| Coppa Italia Serie C | -     | 1       | 0       | 0       | 1       | 1       | 2       | 1            | 1            | 0            | 0            | 2            | 2            | 2      | 1      | 0      | 1      | 3      | 4      | -1 |
| Totale               | -     | 20      | 10      | 5       | 5       | 25      | 15      | 20           | 5            | 7            | 8            | 20           | 28           | 40     | 15     | 12     | 12     | 45     | 43     | +2 |

### Andamento in campionato
| Giornata  | 1  | 2  | 3  | 4  | 5  | 6  | 7  | 8  | 9  | 10 | 11 | 12 | 13 | 14 | 15 | 16 | 17 | 18 | 19 | 20 | 21 | 22 | 23 | 24 | 25 | 26 | 27 | 28 | 29 | 30 | 31 | 32 | 33 | 34 | 35 | 36 | 37 | 38 |
| --------- | -- | -- | -- | -- | -- | -- | -- | -- | -- | -- | -- | -- | -- | -- | -- | -- | -- | -- | -- | -- | -- | -- | -- | -- | -- | -- | -- | -- | -- | -- | -- | -- | -- | -- | -- | -- | -- | -- |
| Luogo     | T  | C  | T  | C  | T  | C  | T  | C  | T  | C  | T  | C  | C  | T  | C  | T  | C  | T  | C  | C  | T  | C  | T  | C  | T  | C  | T  | C  | T  | C  | T  | T  | C  | T  | C  | T  | C  | T  |
| Risultato | N  | P  | P  | N  | N  | V  | P  | V  | V  | V  | N  | N  | V  | P  | N  | V  | N  | V  | P  | P  | N  | V  | N  | V  | P  | N  | V  | V  | N  | P  | P  | P  | V  | P  | V  | N  | V  | P  |
| Posizione | 12 | 19 | 19 | 18 | 18 | 13 | 15 | 13 | 11 | 9  | 10 | 11 | 8  | 8  | 8  | 8  | 8  | 7  | 9  | 9  | 9  | 8  | 8  | 8  | 8  | 10 | 7  | 7  | 7  | 9  | 11 | 11 | 10 | 11 | 10 | 10 | 10 | 11 |

Fonte:  Classifica Serie C Girone A, su tuttocampo.it.
Legenda:

Luogo: C = Casa; T = Trasferta. Risultato: V = Vittoria; N = Pareggio; P = Sconfitta.

### Statistiche dei giocatori
Sono in corsivo i calciatori che hanno lasciato la squadra a stagione in corso.
| Giocatore       | Serie C  | Serie C | Serie C     | Serie C    | Coppa Italia Serie C | Coppa Italia Serie C | Coppa Italia Serie C | Coppa Italia Serie C | Totale   | Totale | Totale      | Totale     |
| Giocatore       | Presenze | Reti    | Ammonizioni | Espulsioni | Presenze             | Reti                 | Ammonizioni          | Espulsioni           | Presenze | Reti   | Ammonizioni | Espulsioni |
| --------------- | -------- | ------- | ----------- | ---------- | -------------------- | -------------------- | -------------------- | -------------------- | -------- | ------ | ----------- | ---------- |
| G. Agyemang     | 37       | 3       | 5           | 1          | 2                    | 0                    | 0                    | 0                    | 39       | 3      | 5           | 1          |
| H. Akpa-Chukwu  | 5        | 1       | 0           | 0          | 0                    | 0                    | 0                    | 0                    | 5        | 1      | 0           | 0          |
| M. Anzolin      | 9        | 0       | 1           | 0          | 0                    | 0                    | 0                    | 0                    | 9        | 0      | 1           | 0          |
| R. Asencio      | 9        | 1       | 0           | 0          | 0                    | 0                    | 0                    | 0                    | 9        | 1      | 0           | 0          |
| G. Basso        | 33       | 4       | 6           | 1          | 2                    | 0                    | 1                    | 0                    | 35       | 4      | 7           | 1          |
| D. Bertoncini   | 32       | 3       | 7           | 0          | 2                    | 0                    | 2                    | 0                    | 34       | 3      | 9           | 0          |
| M. Brkić        | 0        | 0       | 0           | 0          | 2                    | 0                    | 1                    | 0                    | 2        | 0      | 1           | 0          |
| R. Calcagni     | 28       | 2       | 3           | 1          | 2                    | 0                    | 0                    | 0                    | 30       | 2      | 3           | 1          |
| N. Camolese     | 1        | 0       | 0           | 0          | 0                    | 0                    | 0                    | 0                    | 1        | 0      | 0           | 0          |
| D. Cancola      | 7        | 0       | 1           | 0          | 2                    | 0                    | 1                    | 0                    | 9        | 0      | 2           | 0          |
| A. Cannavaro    | 21       | 0       | 6           | 0          | 0                    | 0                    | 0                    | 0                    | 21       | 0      | 6           | 0          |
| C. Da Graca     | 10       | 2       | 0           | 1          | 0                    | 0                    | 0                    | 0                    | 10       | 2      | 0           | 1          |
| A. Di Munno     | 25       | 0       | 4           | 0          | 2                    | 0                    | 0                    | 0                    | 27       | 0      | 4           | 0          |
| C. Donadio      | 37       | 2       | 4           | 0          | 2                    | 0                    | 0                    | 0                    | 39       | 2      | 4           | 0          |
| L. Gagliardi    | 3        | 0       | 0           | 0          | 0                    | 0                    | 0                    | 0                    | 3        | 0      | 0           | 0          |
| S. Ganz         | 21       | 2       | 2           | 0          | 0                    | 0                    | 0                    | 0                    | 21       | 2      | 2           | 0          |
| F. Gerardini    | 23       | 1       | 4           | 1          | 0                    | 0                    | 0                    | 0                    | 23       | 1      | 4           | 1          |
| L. Ghiringhelli | 21       | 0       | 3           | 0          | 2                    | 0                    | 1                    | 0                    | 23       | 0      | 4           | 0          |
| E. Jelenič      | 1        | 0       | 0           | 0          | 0                    | 0                    | 0                    | 0                    | 1        | 0      | 0           | 0          |
| O. Khailoti     | 30       | 0       | 4           | 1          | 2                    | 1                    | 0                    | 0                    | 32       | 1      | 4           | 1          |
| L. Koblar       | 1        | 0       | 0           | 0          | 0                    | 0                    | 0                    | 0                    | 1        | 0      | 0           | 0          |
| E. Lancini      | 15       | 1       | 5           | 0          | 1                    | 0                    | 0                    | 1                    | 16       | 1      | 5           | 1          |
| F. Lorenzini    | 21       | 2       | 6           | 1          | 0                    | 0                    | 0                    | 0                    | 21       | 2      | 6           | 1          |
| K. Manseri      | 13       | 0       | 0           | 0          | 2                    | 1                    | 0                    | 0                    | 15       | 1      | 0           | 0          |
| T. Maressa      | 9        | 1       | 1           | 0          | 0                    | 0                    | 0                    | 0                    | 9        | 1      | 1           | 0          |
| F. Migliardi    | 9        | 0       | 0           | 0          | 2                    | 0                    | 0                    | 0                    | 11       | 0      | 0           | 0          |
| S. Minelli      | 38       | -39     | 3           | 0          | 2                    | -4                   | 0                    | 0                    | 40       | -43    | 3           | 0          |
| L. Morosini     | 28       | 6       | 2           | 0          | 2                    | 0                    | 0                    | 0                    | 30       | 6      | 2           | 0          |
| A. Pálsson      | 3        | 0       | 0           | 0          | 0                    | 0                    | 0                    | 0                    | 3        | 0      | 0           | 0          |
| E. Ongaro       | 23       | 7       | 1           | 0          | 2                    | 1                    | 0                    | 0                    | 25       | 8      | 1           | 0          |
| E. Owusu        | 4        | 0       | 1           | 0          | 0                    | 0                    | 0                    | 0                    | 4        | 0      | 1           | 0          |
| R. Ranieri      | 32       | 4       | 6           | 1          | 0                    | 0                    | 0                    | 0                    | 32       | 4      | 6           | 1          |
| D. Riccardi     | 10       | 0       | 0           | 0          | 0                    | 0                    | 0                    | 0                    | 10       | 0      | 0           | 0          |
| M. Speranza     | 0        | 0       | 0           | 0          | 1                    | 0                    | 0                    | 0                    | 1        | 0      | 0           | 0          |
| A. Valenti      | 1        | 0       | 0           | 0          | 0                    | 0                    | 0                    | 0                    | 1        | 0      | 0           | 0          |
| A. Virisario    | 2        | 0       | 0           | 0          | 0                    | 0                    | 0                    | 0                    | 2        | 0      | 0           | 0          |